# Gerd Landsberg
Gerd Heinz Richard Landsberg (* 28. Oktober 1952 in Wiesenbronn) ist ein deutscher Verwaltungsjurist. Er war von 1998 bis 2023 Hauptgeschäftsführer und Geschäftsführendes Präsidialmitglied des Deutschen Städte- und Gemeindebundes.

## Leben
Nach seinem Abitur und seinem Wehrdienst bei der Bundeswehr studierte Landsberg Rechts- und Politikwissenschaften an der Universität Bonn. Anschließend war er Assistent am dortigen Institut für Steuerrecht und Römisches Recht. Im Alter von 29 Jahren wurde er im Jahr 1981 promoviert mit der Dissertation Die Abgrenzung zwischen Sach- und Rechtsmängeln beim Kauf.
Von 1981 bis 1989 arbeitete er als Richter am Landgericht Bonn und im Justizministerium des Landes Nordrhein-Westfalen. Später wurde Landsberg Referent im Bundesministerium der Justiz und kam dort erstmals mit Fragen des nationalen und internationalen Umweltrechts in Berührung. Im Jahr 1991 wurde er zum Richter am Oberlandesgericht Düsseldorf ernannt.
Ein Jahr nach dieser Ernennung wurde Landsberg zum Beigeordneten des Deutschen Städte- und Gemeindebundes (DStGB) gewählt. Nach zwei Jahren übernahm er im Jahr 1994 die Leitung des Bonner Büros und befasste sich intensiv mit dem Umweltschutz auf kommunaler Ebene. 1996 wurde Landsberg Geschäftsführendes Präsidialmitglied des DStGB. Vom 1. Januar 1998 bis zum 31. Dezember 2023 führte er diesen als Hauptgeschäftsführer. In diesem Amt folgte ihm André Berghegger nach.
Landsberg war bis zum 1. Juli 2025 Vorstandsvorsitzender der Stiftung Lesen und Mitglied der CDU.